# Verzweigungsgrad
Der Verzweigungsgrad {\displaystyle g} von Polymeren, aus Makromolekülen bestehenden chemischen Stoffen, gibt den Effekt von langkettigen Seitenarmen auf die Größe des verzweigten Makromoleküls in Lösung an:
{\displaystyle g={\frac {s_{b}^{2}}{s_{l}^{2}}}=\left({\frac {s_{b}}{s_{l}}}\right)^{2}}
mit
- Effektivwert {\displaystyle s_{b}^{2}} des Trägheitsradiuses eines verzweigten Moleküls
- Effektivwert {\displaystyle s_{l}^{2}} eines ansonsten identischen linearen Moleküls mit der gleichen relativen Molmasse (im gleichen Lösungsmittel und bei gleicher Temperatur)